# 多明我会教堂 (博尔扎诺)

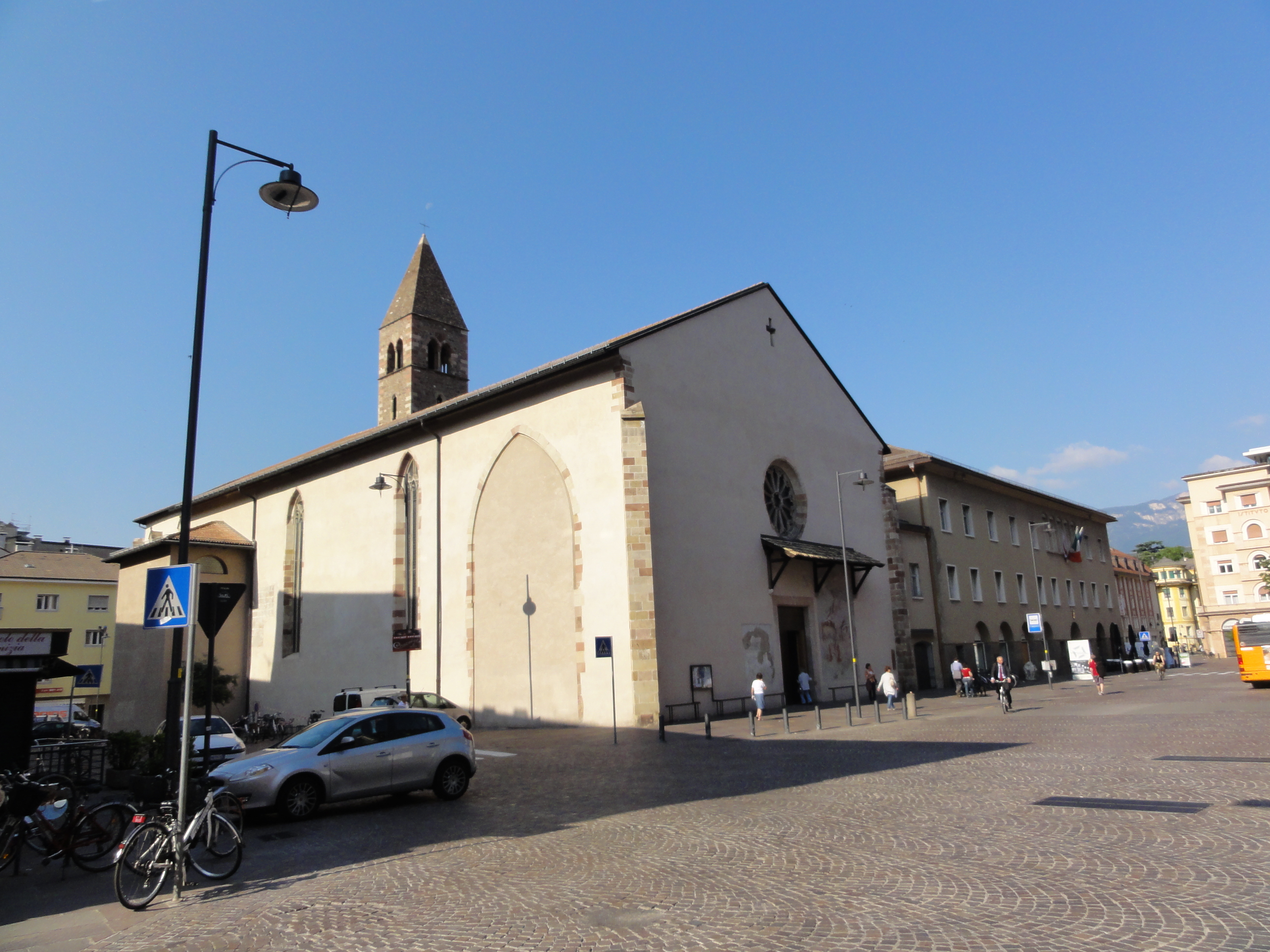
多明我教堂

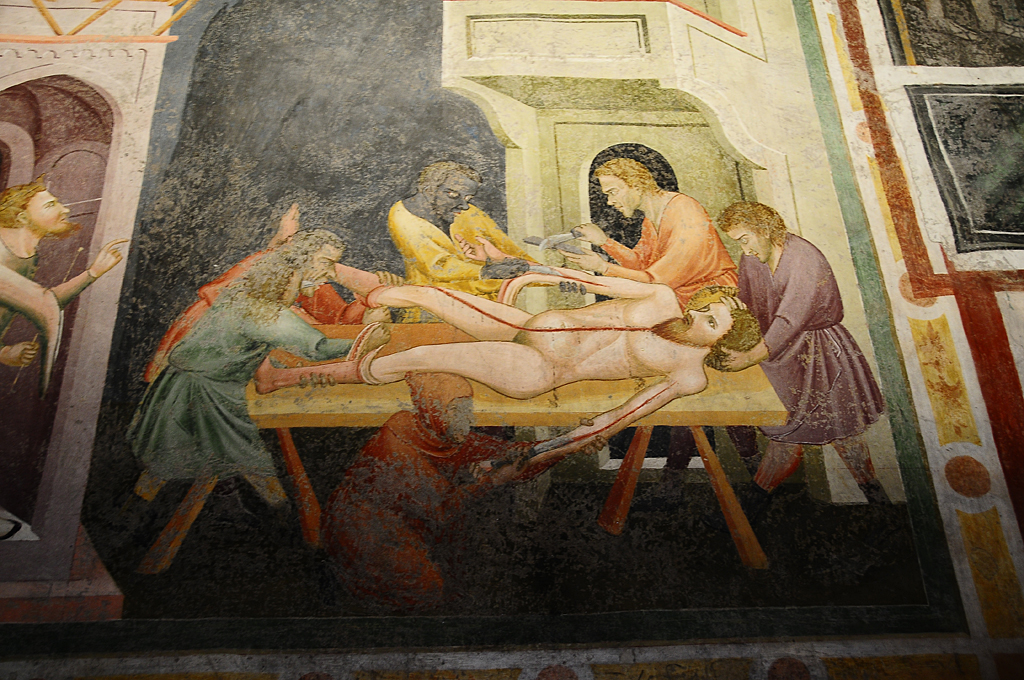
壁画圣巴尔多禄茂殉难

多明我堂（意大利语：Chiesa dei Domenicani；德语: Dominikanerkirche）是意大利北部南蒂罗尔博尔扎诺的一座中世纪教堂。
该堂为蒂罗尔最早的哥特式建筑之一，由多明我会创建，位置在当时的城墙之外。1272年完工，但在下世纪又进一步扩建。源于修士的教堂和修道院的城区被称为新城（Neustadt），其土地在1930年代被法西斯政权国有化。该堂在第二次世界大战期间的轰炸中受损。